# مازن السويلم
مازن السويلم مواليد 7 أبريل 1996 في الرياض، السعودية، هو لاعب كرة قدم سعودي يلعب حالياً في نادي الجبيل.

## مسيرة اللاعب
لعب سابقاً لنادي الهلال في الفئات السنية و نادي الفتح ونادي نجران ونادي الوشم ونادي الساحل ونادي الخلود ونادي الجبيل.

## الحياة الشخصية
ولد في مدينة الخرج في عائلة رياضية تضم إلى جانبه شقيقاه سلمان ومازن وكلامها لاعبين كرة قدم.

## روابط خارجية
- مازن السويلم على موقع قاعدة بيانات كرة القدم.إي يو (الإنجليزية)
- مازن السويلم على موقع Soccerway.com (الإنجليزية)
- مازن السويلم على موقع كووورة